# Hřbitovní kaple

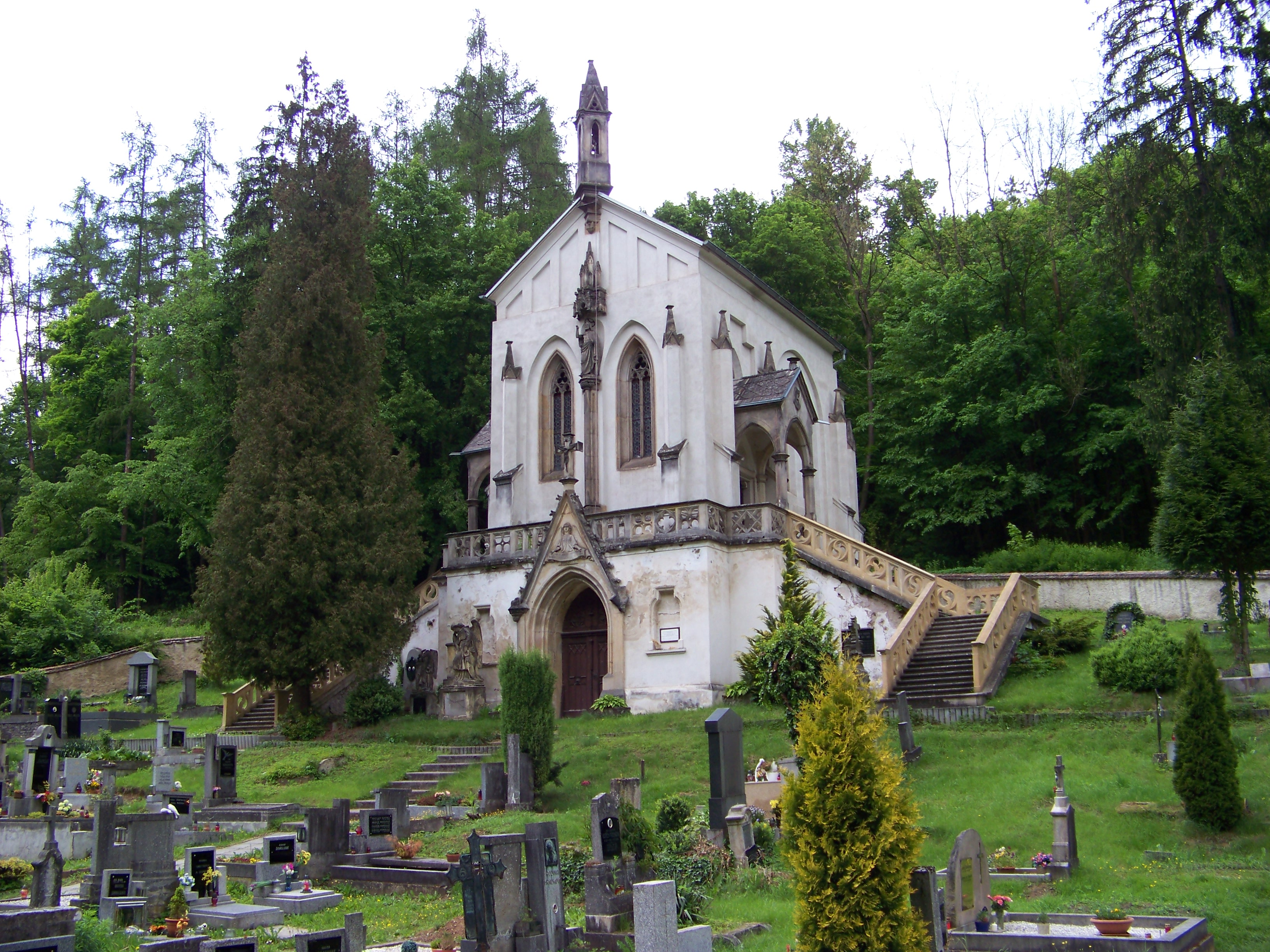
Hřbitovní kaple ve Svatém Janu pod Skalou

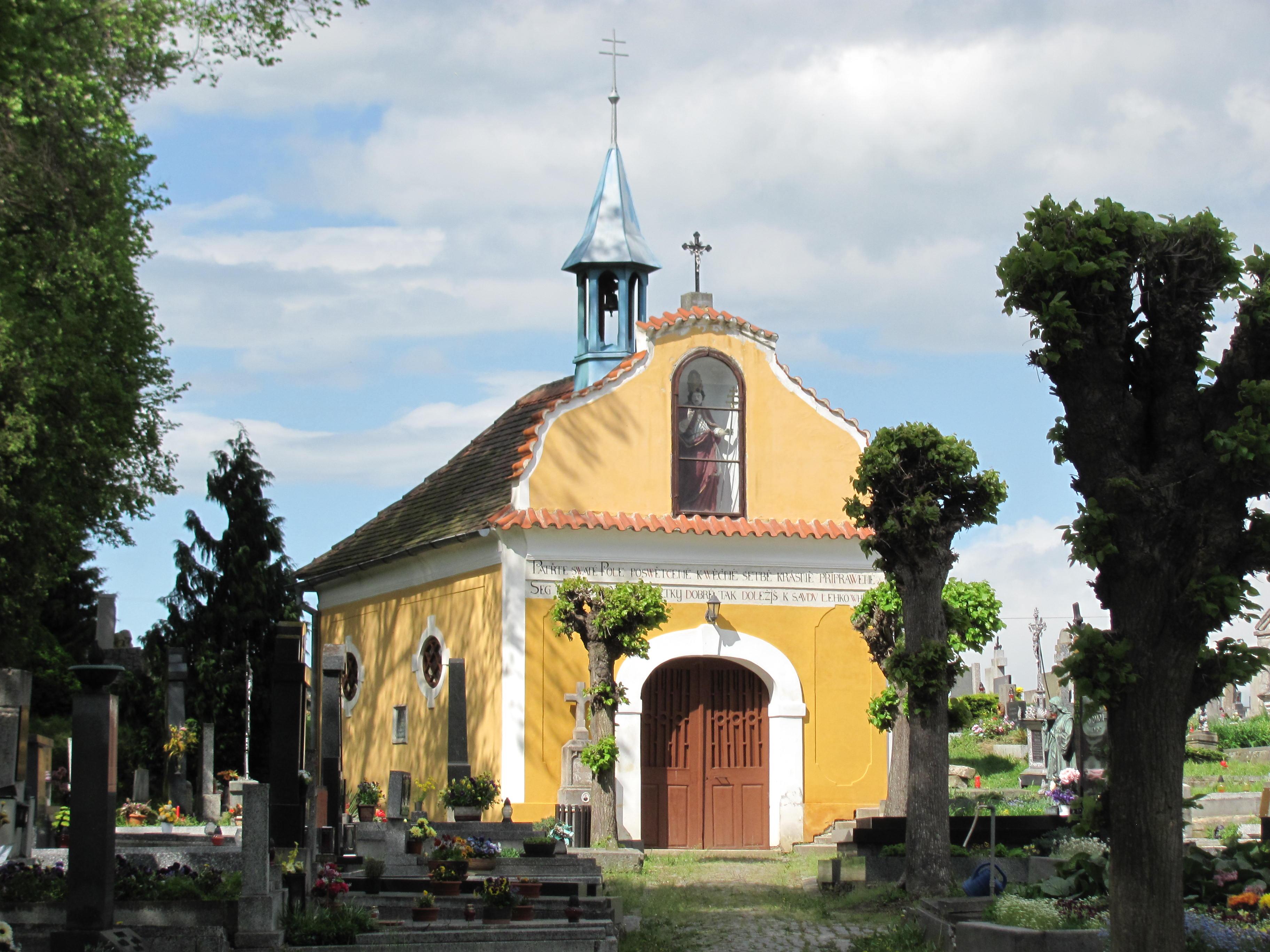
Mirovice, hřbitovní kaple

Hřbitovní kaple slouží ke konání církevních pohřbů, není-li v blízkosti hřbitova kostel. Výhodou je organizačně i finančně méně náročná příprava rozloučení. Za hřbitovní kaple slouží, až na výjimky, rodinné hrobky větších rozměrů. Suterén stavby tvoří krypta, přízemí pak obřadní místnost. Rodinné hrobky mívají povolení konzistoře a posvěcení, opět až na výjimky, pro jednu mši svatou ročně (indult). Rozšířením tohoto svěcení lze získat plnohodnotnou hřbitovní kapli, nesmí se zde však oddávat ani křtít.
Typem středověké hřbitovní kaple je karner, dvoupatrová kaple s kostnicí v dolní části.